# Flightlink
A Flightlink Limited (IATA: ', ICAO: FLZ', Hívójel: FLIGHTLINK), más néven Flightlink Air Charters (Tanzania) Limited egy tanzániai légitársaság, amelynek a székhelye Dar es-Salaamban van. Menetrend szerinti járatokat kínál Tanzánia elsődleges idegenforgalmi és kereskedelmi központjaiba. Ezen túlmenően igény szerint légi charter- és mentőszolgálatot is kínál.
A Flightlink légitársaságot 2004-ben alapították a növekvő turisztikai igények, és különösen a szafari és a Zanzibári-szigetvilág célállomásainak fejlesztése és kiszolgálása érdekében.

## Célállomások
A légitársaság a következő célállomásokra üzemeltet menetrend szerinti járatokat:

## Flotta
A Flightlink flottája a következő repülőgépekből állt 2022 februárjában:

## Fordítás
Ez a szócikk részben vagy egészben  a   Flightlink című angol Wikipédia-szócikk ezen változatának fordításán alapul.  Az eredeti cikk szerkesztőit annak laptörténete sorolja fel. Ez a jelzés csupán a megfogalmazás eredetét és a szerzői jogokat jelzi, nem szolgál a cikkben szereplő információk forrásmegjelöléseként.